# Claudie Fayein
 (janvier 2025).
Si vous disposez d'ouvrages ou d'articles de référence ou si vous connaissez des sites web de qualité traitant du thème abordé ici, merci de compléter l'article en donnant les références utiles à sa vérifiabilité et en les liant à la section « Notes et références ».
 (janvier 2025).
La mise en forme du texte ne suit pas les recommandations de Wikipédia : il faut le « wikifier ».
Les points d'amélioration suivants sont les cas les plus fréquents. Le détail des points à revoir est peut-être précisé sur la page de discussion.
- Les titres sont pré-formatés par le logiciel. Ils ne sont ni en capitales, ni en gras.
- Le texte ne doit pas être écrit en capitales (les noms de famille non plus), ni en gras, ni en italique, ni en « petit »…
- Le gras n'est utilisé que pour surligner le titre de l'article dans l'introduction, une seule fois.
- L'italique est rarement utilisé : mots en langue étrangère, titres d'œuvres, noms de bateaux, etc.
- Les citations ne sont pas en italique mais en corps de texte normal. Elles sont entourées par des guillemets français : « et ».
- Les listes à puces sont à éviter, des paragraphes rédigés étant largement préférés. Les tableaux sont à réserver à la présentation de données structurées (résultats, etc.).
- Les appels de note de bas de page (petits chiffres en exposant, introduits par l'outil «  Source ») sont à placer entre la fin de phrase et le point final[comme ça].
- Les liens internes (vers d'autres articles de Wikipédia) sont à choisir avec parcimonie. Créez des liens vers des articles approfondissant le sujet. Les termes génériques sans rapport avec le sujet sont à éviter, ainsi que les répétitions de liens vers un même terme.
- Les liens externes sont à placer uniquement dans une section « Liens externes », à la fin de l'article. Ces liens sont à choisir avec parcimonie suivant les règles définies. Si un lien sert de source à l'article, son insertion dans le texte est à faire par les notes de bas de page.
- La présentation des références doit suivre les conventions bibliographiques. Il est recommandé d'utiliser les modèles {{Ouvrage}}, {{Chapitre}}, {{Article}}, {{Lien web}} et/ou {{Bibliographie}}. Le mode d'édition visuel peut mettre en forme automatiquement les références.
- Insérer une infobox (cadre d'informations à droite) n'est pas obligatoire pour parachever la mise en page.

Pour une aide détaillée, merci de consulter Aide:Wikification.
Si vous pensez que ces points ont été résolus, vous pouvez retirer ce bandeau et améliorer la mise en forme d'un autre article.
Claudie Fayein (née Claudie Menant le 17 juillet 1912 à Paris où elle est morte le 4 janvier 2002) était une médecin et une ethnologue franco-yéménite. Elle a été la première femme médecin au Yémen,.
Son premier séjour au Yémen, en 1950, s'inscrit dans le cadre de la Mission médicale française au Yémen. Près de 20 ans plus tard, en 1969, et alors formée à l'ethnologie, elle y retourne dans le cadre d’une mission du CNRS pour mener une étude anthropologique sur la société yéménite. Elle a créé le premier Musée national d’ethnographie au Yémen. Elle a été naturalisée yéménite en hommage à ses services rendus en 1990, lors de la réunification du Yémen.

## Biographie
Claudie Fayein a travaillé au Yémen et a lié sa vie à ce pays depuis les années 1950.
Née en 1912 dans une famille parisienne aisée, Claudie Fayein est élevée par son grand-père Jules Coutan, sculpteur et professeur aux Beaux-Arts de Paris. Sensible aux injustices et inégalités, elle choisit d'étudier la médecine. C’est au cours de ses études de médecine qu’elle fit la connaissance d’André Fayein qui allait devenir son époux. De cette période date aussi son premier voyage en URSS. Après la débâcle française face aux armées hitlériennes, le jeune couple de médecins quitta Paris et s’installa à la campagne, en Bourgogne. André s'engage dans la Résistance[réf. nécessaire].
À la Libération, les Fayein et leurs quatre enfants retournent à Paris et Claudie accepte un poste de médecin conseil à la Sécurité Sociale dans la région parisienne. Durant cette période, elle décide de se porter candidate comme médecin au Yémen, et, faute de concurrents, est retenue. En juin 1950, elle obtient finalement l’accord du roi Ahmed ben Yahya par l’intermédiaire du docteur Ribollet, chef de la Mission médicale française au Yémen – mission créée en 1946 à la demande de l’imam Yahya. A la mort du docteur Ribollet en juin 1951, Claudie Fayein se retrouve seule médecin de la mission médicale. En avril 1952, sa première mission au Yémen prend fin[réf. nécessaire].
Dans les années qui suivent son retour, elle se forme en ethnologie et réalise des enquêtes en Albanie, en Yougoslavie et en Ouzbékistan, tout en travaillant à faire connaître le Yémen. Elle multiplie les conférences et organise au musée de l’Homme à Paris une exposition sur le pays avec les objets et les photographies qu’elle en a ramenés. Elle se lance aussi dans la rédaction d’un ouvrage paru en 1955 sous le titre Une Française médecin au Yémen, dans lequel elle relate sa rencontre avec la société et les gens du Yémen. Le livre connait un grand succès, d’abord en France, puis ailleurs en Europe à travers des traductions en anglais, allemand, polonais, serbe, russe, hongrois et suédois[source secondaire nécessaire].
Après le renversement de l’imamat en septembre 1962, Claudie Fayein prévoit de retourner au Yémen. Elle attend la fin de la guerre civile et effectue son voyage en octobre 1969. Elle est toujours médecin, mais cette fois-ci aussi ethnologue, au sein d'une mission du CNRS dirigée par Joseph Chelhod et chargée de mener une étude anthropologique sur la société yéménite. A la demande du premier ministre Muhsin al-‘Ayni, Claudie Fayein contribue à la création à Sanaa d’un musée national pour renforcer le sentiment national des Yéménites tout en mettant en avant la diversité de traditions populaires régionales.
Elle reprend le service médical dans l’hôpital, tout en effectuant des voyages dans les différentes régions du Yémen pour collecter des objets pour le musée en cours de constitution. En avril 1970, du Yémen du Sud, elle passe au Dhofar où elle accompagne pendant quelques semaines les maquisards du Front de Libération. Dès septembre 1970, à l’occasion de la fête nationale du 26 septembre, elle organise une première exposition de photographies, suivie l’année suivante d’une seconde, préparée en collaboration avec Alain Bertaud, architecte et expert auprès des Nations Unies. Peu après, le musée s’installe place Tahrir dans le palais Dâr al-Shukr. Si la section archéologique aménagée par l’italien Paolo Costa ouvre ses portes dès février 1971, ce n’est qu’un an plus tard que les premières salles de la section ethnologique organisées par Claudie Fayein sont inaugurées[réf. nécessaire].
Jusqu’en 1981, au cours de missions régulières au Yémen mais moins longues que les premières, elle continue à rassembler des objets et à aménager de nouvelles salles dans le musée, dont une consacrée aux cérémonies du mariage. Dans cette entreprise, elle s’inspire très fortement de la muséographie développée autour des arts et traditions populaires en Europe, et tout particulièrement en France après la seconde guerre mondiale. Le Musée National de Sanaa est un succès, tant auprès des Yéménites que des touristes étrangers. Au début des années 1980, avec le développement concomitant de fouilles archéologiques à travers le pays, nait l’idée de créer un nouveau musée. Aménagé dans Dâr al-Sa’ada, l’ancien palais de l’imam Yahiya voisin de Dâr al-Shukr, il ouvre ses portes à l’occasion de la fête nationale le 26 septembre 1987. Il comprend une importante section ethnographique, avec notamment la salle de la mariée transférée dans le nouveau musée. Le premier musée, hébergé dans Dâr al-Shukr et fermé en 1989, devait être entièrement rénové pour devenir un grand musée ethnographique, mais le projet n’a toujours pas abouti.
En hommage à ses services rendus, Claudie Fayein est naturalisée yéménite en 1990 par le président Ali Abdullah Saleh, lors de la réunification du Yémen. Elle l’accepte avec fierté en 1990, lorsque les deux Yémen réalisent l’unité qu’elle avait si ardemment souhaitée. Elle effectue son dernier voyage à Sanaa comme invitée d’honneur du président Mitterrand lors de sa visite officielle du 17 au 19 octobre 1993[réf. nécessaire].

### Décès
Claudie Fayein décède à Paris le 4 janvier 2002.

## Œuvres
Elle a écrit plusieurs ouvrages sur le Yémen.
- Une Française médecin au Yémen. Le livre a été traduit en arabe (كنت طبيبة في اليمن) par l'ancien Premier ministre yéménite Mohsin al-Aini et publié à Beyrouth en 1960.
- Yémen[6]
- Vies de femmes au Yémen (édition française)[7]. Le livre a été traduit en arabe (حياة النساء في اليمن) par Bashir Zandal[8].